# 합체용사 플러스터
《합체용사 플러스터》(일본어: 冒険遊記プラスターワールド)는 일본의 TV시리즈 애니메이션이다.

## 개요
TXN에서 방송하고, NAS에서 제작하였다. 2003년 4월 3일부터, 2004년 3월 25일까지, 매주 목요일 18시 30분에 방영되었다. 포켓몬, 디지몬 등의 아성을 무너뜨리기 위해 일본의 완구 제작사 타카라에서 야심차게 내놓은 또 한 편의 아동용 몬스터 애니메이션이다. 그러나 기존의 몬스터물과는 달리, 몬스터가 인간에게 종속되는 형태를 띠는 것이 아니라 몬스터 세계로 간 인간이 몬스터와 대등한 관계에서 힘을 합쳐 플러스터온(=합체)함으로써 함께 적을 물리쳐 나간다는 설정을 내세웠다. 국내에서는 2005년에 재능방송을 통해 '합체용사 플러스터'란 제목으로 방영되었다.